# جيم يونغ (لاعب كرة قدم كندية)
جيم يونغ هو لاعب كرة قدم كندية كندي، ولد في 6 يونيو 1943 في هاميلتون في كندا.

## وصلات خارجية
- جيم يونغ على موقع مرجع كرة القدم المحترفة.كوم (الإنجليزية)
- جيم يونغ على موقع JustSportsStats.com (الإنجليزية)
- جيم يونغ على موقع قاعة كولومبيا البريطانية للمشاهير الرياضية (الإنجليزية)
- جيم يونغ على موقع قاعة كندا للمشاهير الرياضية (الإنجليزية)